# Remeslenni
Remeslenni (en rus: Ремесленный) és un poble (un possiólok) de l'óblast de Novossibirsk, a Rússia, que en el cens del 2010 tenia 67 habitants, pertany al districte de Novossibirsk.